# 苏坊镇 (蒲城县)
苏坊镇，是中华人民共和国陕西省渭南市蒲城县下辖的一个乡镇级行政单位。

## 行政区划
苏坊镇下辖以下地区：
苏坊村、乔村、绒张村、党定村、联武村、大联村、高义村、北一村、北二村、寨子村、长义村、封村、姜杨村、姚古村和崇德村。